# آزمایش انتخاب تاخیردار ویلر
آزمایش انتخاب تاخیردار ویلر (به انگلیسی: Wheeler's delayed choice experiment) یک آزمایش پیشنهاد شده در باب کیهان‌شناسی و خودآگاهی توسط جان ویلر است.
این آزمایش فکری (به آلمانی: gedankenexperiment) نوعی تغییر یافته از آزمایش دوشکافی یانگ است. در این آزمایش، مشاهده نتایج آزمایش، بر روی خود آزمایش تأثیر می‌گذارند، ولو اینکه عمل مشاهده پس از انجام خود آزمایش به وقوع پیوسته باشد. به عبارت دیگر، آزمایش انتخاب تاخیردار ویلر بیانی عطف به ماسبق یا پس‌کنشی (به انگلیسی: retroactive) از آزمایش دوشکافی یانگ است.
آزمایش‌های پیشنهاد شده ویلر با همگرایی گرانشی و کوازارها ارائه گردید. اما در آزمایشگاه مشابهات این آزمایش انجام داده شده و تأیید شده‌اند.
ویلر مشاهده‌گر را یک موجود صاحب خودآگاهی عنوان کرد. آزمایش گزینش با تأخیر آزمایش است که خاصیت دوگانگی ذرات نور را مشخص می‌کند این آزمایش توسط جان ویلر در سال ۱۹۷۸الی ۱۹۸۴ انجام شد و خاصیت دو گانگی موجی ذره ای نور را مشخص کرده است

## شرح آزمایش

بر طبق این آزمایش، مشاهده‌گر بر مسیر انتخابی فوتونهای قابل مشاهده از یک همگرایی گرانشی تأثیر می‌گذارد. مسیرهایی که میلیون‌ها سال نوری با یکدیگر تفاوت دارند. نکته اساسی این است که مشاهده‌گر پس از پیمودن مسیر بر آن تأثیر می‌گذارد، و به قول ویلر «تاریخ گذشته مسیر فوتون را در زمان حال (یعنی زمان مشاهدهٔ نور کوازار) می‌سازد».

در این آزمایش از یک لیزر دو عدد تقسیم‌کننده نور و یک شکاف باریک و یک پرده و یک عدد کلید به یک اشکار ساز متصل است، استفاده می‌شود.
اگر کلید وصل باشد باریکه منحرف شده و در آشکار ساز مشاهده می‌شود و اگر کلید قطع باشد پرتو منحرف نخواهد شد و با پرتو دیگر ترکیب می‌شود. در طول این آزمایش مشاهده می‌کنیم که اگر کلید قطع باشد خاصیت موجی را مشاهده می‌کنیم و اکر کلید وصل باشد، خاصیت ذره ای نور را مشاهده می‌کنیم.
اگر نور رفتار ذره ای داشته باشد باریکه شکاف ان را یا در مسیر A می‌فرستد یا در مسیرB و در ذره فقط یک مسیر را طی می‌کند اما اگر نور رفتار موجی داشته باشد ان را در هردو مسیر می‌فرستد و شدت اش را تقسیم می‌کند و لیزر ای که در این آزمایش استفاده کردیم به حدی کم توان بود که در هر لحظه یک تک فتون تولید می‌کرد.
ما وقتی آزمایش را انجام می‌دهیم هر گاه از نوع موجی انجام می‌دهیم رفتار موجی می‌بینیم و هر کاه از نوع ذره ای انجام می‌دهیم رفتار ذره ای می‌بینیم شاید شاید شکاف می‌داند که ایا تمام شدت را باید در یک مسیر بفرستد به گونه ای که ما ذره مشاهده کنیم یا شدت راتقسیم کند به طوری که ما رفتار ذره ای را می‌بینیم برای همین دانشمندان علاوه بر این که لیزری کم توان به کار بردند از کلید نوری خیلی سریعی به کار بردند که زمان پاسخ آنها از زمان رفتن فتون به دستگاه کمتر است یعنی حالت کلید به از اینکه نور از شکاف رد شد می‌تواند عوض شود بنابر این شکاف نمی‌داند که آزمایش از نوع ذره ای انجام می‌شود یا از نوع موجی و این از مایش را گزینش با تأخیر می‌نامند چون آزمایش گر زمانی که نور را در مسیر می‌بیند انتخاب که آزمایش از نوع ذره ای صورت بگیرد یا از نوع موجی این آزمایش دانشمندان پی بردند که هر وقت کلید را قطع کنند نقش تداخل امواج را مشاهده می‌کنند اما هر وقت کلید وصل بود ذرات را در آشکار ساز دیدند به بیان دیگر هر وقت آزمایش از نوع موجی انجام دادند امواج مشاهده کردند و هر موقع از نوع ذره انجام دادند ذره ار آشکار ساز مشاهده کردند و مشاهده کردند که این سرشت مربوط به نور است و نه دستگاه